# Грчко позориште у Сиракузи
Грчко позориште у Сиракузи лежи на јужним падинама брда Темените, са погледом на град Сиракузу на југоистоку Сицилије. Први пут је саграђено у 5. веку пре нове ере, обновљено у 3. веку пре нове ере и поново обновљено у римском периоду. Данас је део светске баштине Унеска „Сиракуза и некрополе у стенама Панталика“.

## Древно позориште
Постојање позоришта у Сиракузи је потврђено од краја петог века п. н. е. од стране аутора пантомиме, Софрона, који именује архитекту Дамокопоса, званог "Мирила", јер је користио парфем ("myrrha") на инаугурацији. Није, међутим, доказано да је то овај споменик, а неки мисле да се односи на друго позориште на другом месту. Међутим, сигурно је да се у Сиракузи користило позориште од раног класичног периода и у њему су се, чини се, одвијале позоришне активности драмских писаца Епихарма, Формиса и Деинолокуса. У Сиракузи, Есхил је поставио "The Aitnans" (трагедију написану да се прослави поновно оснивање Катаније са именом Аитна, или неког центра са именом Аитна где су катанијански изгнаници нашли уточиште после уништења Катаније од стране Хијерона I), вероватно 456. п. н. е. Такође су "Перзијанци", који су већ изведени у Атини 472. п. н. е, можда изведени у Сиракузи. Ово последње дело је преживело до данас, док је прво изгубљено. Крајем петог века или почетком четвртог, овде су се вероватно изводиле драме Дионисијуса I, заједно са драмским писцима угошћеним на његовом двору, попут Антифона.
Полако је теоретизирао да у овом периоду позориште још није имало полукружну форму која је постала канонска током трећег века, већ су га уместо тога чиниле равне стране. Диодор са Сицилије се позива на долазак Дионисијуса у Сиракузу 406. п. н. е. док су људи излазили из позоришта. Плутарх прича о бекству бесног бика током окупљања грађана 355. п. н. е. и доласку Тимолеона у кочији 336. године, док су се људи овде састајали, сведочећи о важности зграде у јавном животу.

## Хеленистичко позориште
Чини се да је позориште обновљено у трећем веку, после 238. п. н. е. и сигурно пре смрти Хијерона II, 215. п. н. е, трансформишући га у данашњи облик. Његова структура је проширена узимајући у обзир облик брда Темените и најбоље могућности за акустику. Још једна типична карактеристика грчких позоришта је слављење панорамског погледа, такође примењеног на позориште у Сиракузи, са кога се пружа поглед на залив луке и острво Ортигија.
Гледалиште је имало пречник 138,6 метара, један од највећих у грчком свету, и првобитно је имало 67 редова седишта, углавном усечених у живу стену, а приступним степеницама било је подељено на девет сектора. Стаза (дијазома) пролази делећи гледалиште на два дела. На зидовима постоје натписи за сваки сектор, са именима божанстава (Зевса, Херакла) и чланова краљевске породице (самог Хијерона II, његове супруге Филистис, његове снаје Нереис, ћерке Пира, и његовог сина Гела II), што је охрабрило неке ауторе да натписе сматрају вредним за датирање изградње или обнове споменика. Горњи део гледалишта, који је сада уништен, био је изграђен на врху насипа који је држао потпорни зид. На централној оси гледалишта, у стену је усечена платформа, можда место за седење посебно важних људи.
Оркестар је првобитно био омеђен широким еурипосом (каналом), са простором споља пре почетка степеница, кроз који је улазила публика.
Зграда сцене је у потпуности уништена и сада су видљиви само усеци у стени за њене темеље. Они припадају разним фазама и тешко их је протумачити. Пролаз ископан испод оркестра, доступан степеништем са бине и који се завршава у малој просторији вероватно припада времену Хијерона II: он је хипотетички идентификован са "степеницама Харона", које су омогућавале глумцима да брзо улазе и излазе. Јама за предњу завесу вероватно припада овој фази такође (у древним позориштима оне нису падале одозго, већ су се дизале одоздо). Трагови елемента на коме су морали стајати стубови и пиластери тумачени су као остаци мале покретне сцене за Флиаксове (φλύαξ) представе (бурлеске). Статуа каријатиде која се сада чува у Регионалном археолошком музеју Паоло Орси, а која садржи материјал ископан и откривен у позоришту, вероватно је била део украса позоришта.
Изнад позоришта налази се тераса, ископана у стени, којој се приступа централним степеништем и увученом стазом, познатом као „Via dei Sepolcri“ (Улица гробница). Првобитно је тераса имала велики трем са леве стране. У средишту темељног зида налазила се пећина, Grotta del Ninfeo, ископана у стени, оивичена нишама вероватно пројектованим за смештај статуа и првобитно вероватно окружених архитектонским елементима дорског реда (од којих су сачувани само делови фриза). Унутар просторије (9,35 x 6,35 м, висока 4,75 м) налазила се када направљена од карактеристичног грађевинског материјала, Opus signinumа, у коју се уливала вода из древног грчког водовода. Одавде је вода текла у хидраулични систем позоришта.

## Позориште римског периода
Важне модификације су направљене у позоришту, можда у време када је колонија основана у раном периоду Октавијана Августа. Гледалиште је модификовано у полукружни облик, типичан за римска позоришта, уместо облика потковице који се користи у грчким позориштима, са коридорима који омогућавајући приступ позорници. Сама зграда сцене реконструисана је у монументалном облику са правоугаоним нишама у средини и две нише са полукружним тлоцртом са стране, на којима су се налазила врата за сцену. За завесу је ископан нови јарак, са контролном собом. У оркестру је стари канал замењен новим, много чвршћим и ближим степеницама сцене, проширујући његов пречник са 16 м на 21,4 м. Декорација сцене вероватно је била обновљена у периоду Флавијеваца и/или Антонини династије.
У касном империјалном периоду спроведене су и друге модификације, дизајниране да прилагоде оркестар играма на води и сцена је вероватно враћена назад. Трагови адаптација које би позоришту омогућиле да организује гладијаторске битке са зверима елиминисањем првих степеница гледалишта да би се створио подигнути зид који штити гледаоце не постоје. Уместо тога, ови спектакли су вероватно наставили да се одржавају у амфитеатру пронађеном у Сиракузи још од Октавијана АвгустаАугуста.
Натпис који је сада изгубљен спомиње Нератијуса Палматуса као одговорног за обнову сцене: ако је то била иста особа која је обновила Курију у Риму након Пљачке Рима од стране Алариха, 410. године, онда се последњи радови на позоришту у Сиракузи могу датирати на почетак петог века нове ере, до тада је зграда била стара скоро девет стотина година.

## Каснија историја
Остајући вековима напуштено, позориште је претрпело прогресивно разарање од стране Шпанаца под вођством Карла V, који је користио камене блокове за изградњу нових утврђења на Ортигији. Овај процес је довео до уништења зграде сцене и горњег дела гледалишта. После друге половине шеснаестог века, поново је активиран древни аквадукт који је доводио воду на врх позоришта.
Крајем осамнаестог века интересовање за позориште је оживело и то су помињали и приказивали ерудити тог периода. У наредном веку извршена су одговарајућа ископавања, захваљујући интересовању Ландолина и Каваларија који су се ангажовали да очисте споменик од прљавштине која се на њему нагомилала. Потом су Паоло Орси и други археолози извршили археолошка истраживања, завршно са Воцом 1988. године.
1914. године Национални институт античке драме започео је годишњу представу грчке драме у позоришту (прва је била трагедија Агамемнон од Есхила. Древне грчке трагедије изводе се у залазак сунца, на италијанском језику (уз преводе познатих писаца попут Салватореа Квазимода), без звучних система због квалитета акустике позоришта. Свака позоришна сезона започиње у мају, а завршава се у јулу, привлачећи хиљаде гледалаца из целог света. Неке од најславнијих изведених трагедија су Антигона, Краљ Едип, Електра, Медеја. Поред овога, позориште је уживало у концертима и службеним доделама награда, али таква употреба је била строго ограничена из конзерваторских разлога.
Од 2010. позориште је један од споменика Археолошког парка Сиракузе и археолошког подручја околних комуна, органа Регије Сицилије, Assessorato Regionale dei Beni Culturali e dell'Identità Siciliana. 2014. године, одобрена је употреба позоришта за летње догађаје попут концерата  и плесних представа. 